# Jüdischer Friedhof (Schweinshaupten)

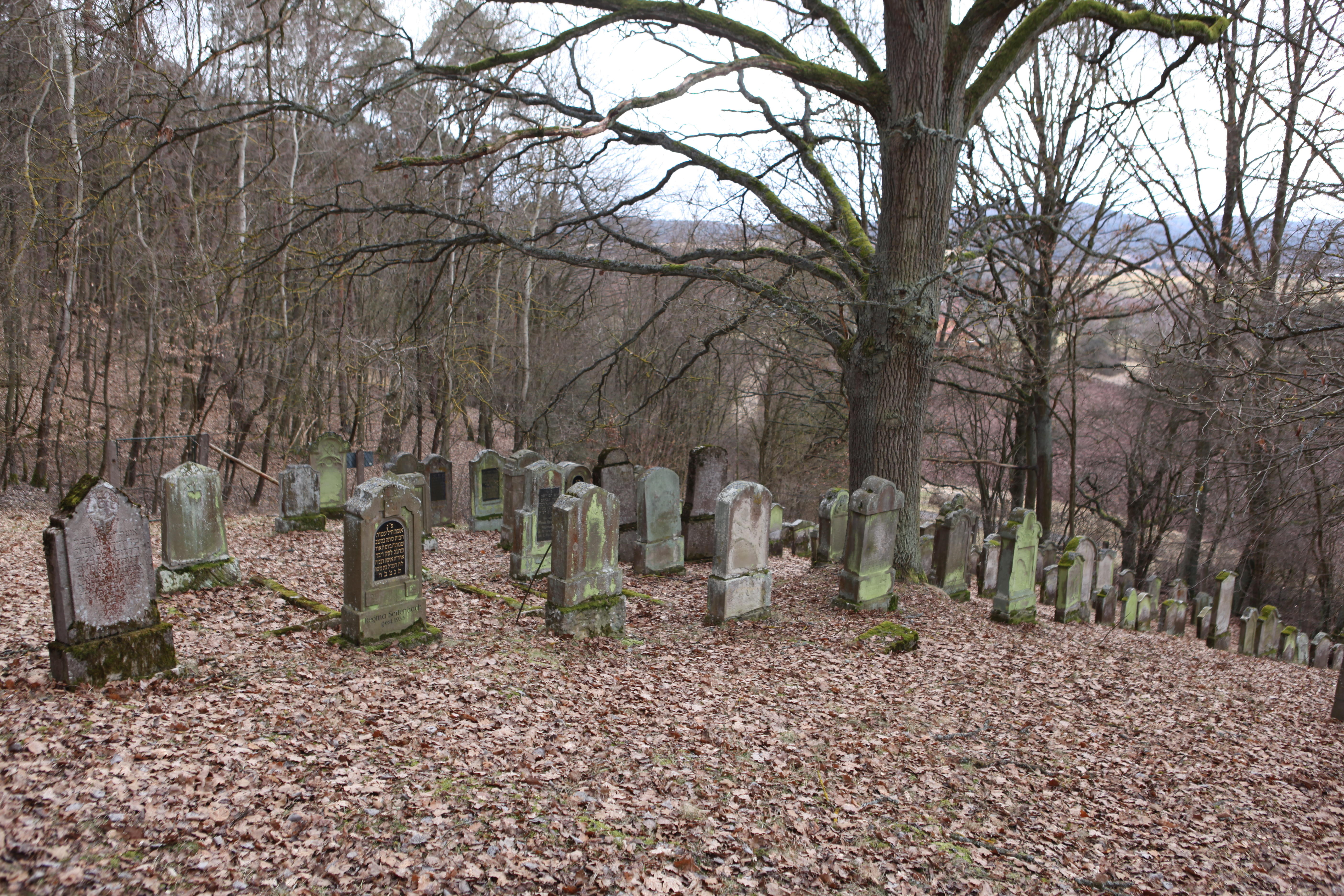
Jüdischer Friedhof in Schweinshaupten

Der Jüdische Friedhof Schweinshaupten ist ein Friedhof im unterfränkischen Schweinshaupten, einer Gemarkung der Gemeinde Bundorf im Landkreis Haßberge.
Auf dem nordöstlich von Schweinshaupten gelegenen, 20 Ar großen Friedhof befinden sich 119 Grabsteine (Mazewot).

## Geschichte
Vor der Einweihung des Friedhofs wurden die verstorbenen Juden des Ortes auf dem jüdischen Friedhof in Ebern und auf dem jüdischen Friedhof in Kleinsteinach bestattet. Nahe dem Friedhof erinnert eine Gedenktafel an die bis zum Jahr 1935 bestehende jüdische Gemeinde von Schweinshaupten. Die letzte Beisetzung auf dem Friedhof war am 11. Januar 1940 die von Math. Neumann.